# Alburnus adanensis
Espèce
Synonymes
- Alburnus hebes Heckel, 1843[2]
- Alburnus microlepis Heckel, 1843[2]
- Alburnus pallidus Heckel, 1843[2]
- Alburnus sellal adanensis (non Battalgazi, 1944)[2]
- Alburnus sellal Heckel, 1843[2]
- Alburnus sillah (misspelling)[2]
- Chalcalburnus sellal (Heckel, 1843)[2]

Alburnus adanensis (en anglais Adana bleak) est un poisson d'eau douce de la famille des Cyprinidae.

## Répartition
Alburnus adanensis est endémique du Turquie où cette espèce se rencontre dans les bassins du Ceyhan et du Seyhan.

## Description
La taille maximale connue pour Alburnus adanensis est de 220 mm.

## Étymologie
Son nom d'espèce composé de adan et du suffixe latin -ensis, « qui vit dans, qui habite », lui a été donné en référence au lieu de sa découverte, la ville d'Adana sur la Seyhan.

## Publication originale
Battalgazi, 1944 : Poissons nouveaux et peu connus de la Turquie. Revue de la Faculté des Sciences de l'Université d'Instanbul, sér. B - Sciences Naturelles, vol. 9, p. 299-305.